# アルキノオス (哲学者)
アルキノオス（古希: Ἀλκίνοος Alkinoos 英: Alcinous 2世紀ごろ）は、ローマ帝国期の哲学者。中期プラトン主義の代表的人物。
プラトン哲学の長い講義書『ディダスカリコス』の著者である、ということを除き人物像がほぼ伝わらない。ピロストラトス『ソフィスト列伝』やポティオス『書誌学』にその名が僅かに見えるが、同一人物か定かでない。
1870年代以来、「アルキノオス」は「アルビノス」の誤記であるとフロイデンタールに判断され、アルビノスと同一人物とされてきたが、1970年代から複数の研究者により、やはり別人とされるようになった。